# Phaedrotoma katoi
Phaedrotoma katoi är en stekelart som först beskrevs av Fischer 1992.  Phaedrotoma katoi ingår i släktet Phaedrotoma och familjen bracksteklar. Inga underarter finns listade i Catalogue of Life.